# Europapokal der Landesmeister (Handball) der Frauen 1978/79
Am Europapokal der Landesmeister 1978/79 nahmen 21 Handball-Vereinsmannschaften aus 21 Ländern teil. Diese qualifizierten sich in der vorangegangenen Saison in ihren Heimatländern für den Europapokal. Bei der 18. Austragung des Wettbewerbs konnte Spartak Kiew zum siebenten Mal den Pokal gewinnen.

## 1. Runde
|                                | Gesamt |                           | Hinspiel | Rückspiel |
| ------------------------------ | ------ | ------------------------- | -------- | --------- |
| Atlético Madrid                | 33:18  | Liceu de Oeiras           | 14:90    | 19:90     |
| Paris Université Club          | 40:80  | Uilenspiegel Borgerhout   | 24:60    | 16:20     |
| SSV Forst Brixen               | 13:22  | Maccabi Harazim Ramat Gan | 06:10    | 07:12     |
| Hypobank City-Center St.Pölten | 25:32  | ZSKA Sofia                | 11:16    | 14:16     |
| Sjundeå IF                     | 14:44  | Borlänge HK               | 08:20    | 06:24     |

Durch ein Freilos zogen TuS Eintracht Minden, IL Vestar Oslo, Neistin Tórshavn, Ruch Chorzów, TJ Inter Slovnaft Bratislava, Spartak Kiew, RK Radnički Belgrad, Frederiksberg IF Kopenhagen, SC Leipzig, Hellas Den Haag und Vasas Budapest direkt in das Achtelfinale ein.

## Achtelfinale
|                              | Gesamt |                             | Hinspiel | Rückspiel |
| ---------------------------- | ------ | --------------------------- | -------- | --------- |
| Maccabi Harazim Ramat Gan    | 15:39  | Atlético Madrid             | 08:18    | 07:21     |
| TuS Eintracht Minden         | 26:23  | IL Vestar Oslo              | 16:13    | 10:10     |
| Neistin Tórshavn             | 26:44  | Ruch Chorzów                | 09:21    | 17:23     |
| TJ Inter Slovnaft Bratislava | 41:32  | ZSKA Sofia                  | 25:16    | 16:16     |
| Spartak Kiew                 | 56:25  | Paris Université Club       | 28:11    | 28:14     |
| RK Radnički Belgrad          | 35:31  | Frederiksberg IF Kopenhagen | 21:17    | 14:14     |
| Borlänge HK                  | 26:40  | SC Leipzig                  | 10:17    | 16:23     |
| Hellas Den Haag              | 15:60  | Vasas Budapest              | 11:27    | 04:33     |

## Viertelfinale
|                      | Gesamt |                              | Hinspiel | Rückspiel |
| -------------------- | ------ | ---------------------------- | -------- | --------- |
| SC Leipzig           | 69:27  | Atlético Madrid              | 33:14    | 36:13     |
| RK Radnički Belgrad  | 24:25  | Vasas Budapest               | 12:90    | 12:16     |
| TuS Eintracht Minden | 26:25  | TJ Inter Slovnaft Bratislava | 17:11    | 09:14     |
| Ruch Chorzów         | 28:31  | Spartak Kiew                 | 20:15    | 08:16     |

## Halbfinale
|              | Gesamt |                      | Hinspiel | Rückspiel |
| ------------ | ------ | -------------------- | -------- | --------- |
| SC Leipzig   | 26:33  | Vasas Budapest       | 13:14    | 13:19     |
| Spartak Kiew | 41:21  | TuS Eintracht Minden | 19:70    | 22:14     |

## Finale
Das Hinspiel fand am 22. April 1979 in Budapest und das Rückspiel am 28. April 1979 in Kiew statt.
|                | Gesamt |              | Hinspiel | Rückspiel |
| -------------- | ------ | ------------ | -------- | --------- |
| Vasas Budapest | 26:27  | Spartak Kiew | 17:13    | 09:14     |